# Sommen
El Sommen es un lago en el país europeo de Suecia. Su superficie es de 132 km² y su profundidad máxima es de 60 m. (Aunque se han encontrado lugares más profundos cada año) El lago está situado en el sur de Suecia, y está delimitado por las provincias de Östergötland y Småland.
El cuerpo de agua es de agua clara, con una visibilidad de 09,11 m en la parte oriental del lago. Esto hace de Sommen uno de los mayores lagos de agua clara en Suecia.
Según la tradición Sommen tiene 365 islas, una para cada día del año. El número real es de alrededor de 350.
La leyenda cuenta que el lago "fue creado" por una antigua vaca "Sommakoa". Existe una carrera anual de bicicletas alrededor del lago cada mayo llamada Sommen Runt (alrededor de Sommen).